# Sveriges tekniska attachéer
Sveriges tekniska attachéer (STATT), även kallad Sveriges teknisk-vetenskapliga attachéverksamhet, var en svensk stiftelse som var verksam 1981 till 2001. STATT bedrev teknisk attachéverksamhet och hade sitt svenska kontor i Stockholm.
Ingenjörsvetenskapsakademien (IVA) bedrev attachéverksamhet sedan 1940-talet. 1981 bildade IVA och Industridepartementet en stiftelse för attachéverksamheten. 2000 drev STATT sju utlandskontor i egen regi, i Washington, Menlo Park, Los Angeles, Tokyo, Kuala Lumpur, Paris och Berlin. Därutöver fanns två representationskontor varifrån tjänster köptes in, i Detroit och Milano. Verksamheten finansierades genom en kombination av anslag, uppdragsfinansiering från näringslivet och uppdragsfinansiering från statliga myndigheter.
Under slutet av 1990-talet minskade organisationen på grund av osäkerheter kring den fortsatta finansieringen. Vid årsskiftet 2000/2001 upphörde STATT som myndighet och det nybildade Institutet för tillväxtpolitiska studier (ITPS) över verksamheten.